# Ibrahim ibn Ya'qub
Ibrāhīm ibn Ya'qub al Isrâîlî at-Turtûshî, en arabe إبراهيم بن يعقوب, soit Abraham Ben Jacob, aussi transcrit Ibn Jakub ou Ben Jakub ou Ibrahim Ibn  Jaqub, est un commerçant et voyageur al-Andalous du Xe siècle.
Son nom indiquerait qu'il est un juif espagnol natif de Tortosa en Catalogne, cependant, d'autres historiens soutiennent qu'il est un musulman d'origine juive. Pour sa part l'historien Bernard Lewis déclare: « Il y a une certaine incertitude quant à savoir s'il était juif professant ou musulman d'origine juive. »
Il a voyagé à travers l'Europe centrale et orientale pendant la seconde moitié du Xe siècle, vers 965. Les motivations de son voyage ne sont pas connues. Il a peut-être été envoyé par le calife omeyyade de Cordoue en ambassade auprès d'Otton Ier du Saint-Empire romain germanique.  
Le compte rendu qu'il a rédigé en arabe au retour de son voyage n'a pas été conservé. Il est seulement connu par des citations dans les ouvrages d'auteurs postérieurs. Al-Bakri le cite dans son Livre des Routes et des Royaumes en relation avec des villes d'Europe de l'Est. Il est le premier document écrit sur les villes de Prague et de Cracovie, ainsi que Vineta sur la mer Baltique. Il y décrit en détail la vie et les coutumes des peuples slaves. Al-Qazwini rapporte des éléments de ses notices pour ce qui est des villes d'Europe de l'Ouest (Fulda, Rouen, Schleswig et Mayence). Il est peut-être aussi cité indirectement au travers du géographe espagnol Al-'Udhri (mort en 1085) en ce qui concerne l'Irlande, Utrecht, Soest et Paderborn.

## Voyage
Ce voyage l'a porté à Utrecht dans les Pays-Bas, en passant par Dax, Bordeaux, l'île de Noirmoutier, Saint-Malo, Rouen. Il a ensuite traversé le Saint-Empire, en passant par Mayence, Fulda, et Soest en Saxe, visitant les terres slaves jusqu'à Magdebourg, sur l'Elbe, où il rencontre Otton Ier, alors roi des Francs mais pas encore couronné empereur. Il se rend ensuite au royaume des Tchèques à Prague, puis sur les bords de la Vistule en Pologne, dans la ville commerciale de Cracovie. Il entre enfin en Italie où il rencontre à nouveau Otton Ier à Rome, qui y est couronné empereur le 2 février 962. Durant son voyage, il se rend également à Schleswig puis Hedeby, au Danemark, et décrit les us et coutumes des habitants. Il regagne Al-Andalus en passant certainement par la Sicile.